# Jaroslav Dědič (fotbalista)
Jaroslav Dědič (24. února 1915 Cejle – 23. ledna 1985 Jihlava) byl český fotbalový brankář.

## Fotbalová kariéra
V československé lize hrál za SK Viktoria Plzeň a SK Židenice. Nastoupil ve 127 ligových utkáních. Ve Středoevropském poháru nastoupil ve 2 utkáních. Do Viktorie Plzeň přišel z SK Jihlava.

## Ligová bilance
| Ročník          | Zápasy | Góly | Minuty | Nuly | Klub              |
| --------------- | ------ | ---- | ------ | ---- | ----------------- |
| I. liga 1934/35 | 21     | 0    | 1 890  | 8    | SK Viktoria Plzeň |
| I. liga 1935/36 | 21     | 0    | 1 890  | 5    | SK Viktoria Plzeň |
| I. liga 1936/37 | 21     | 0    | 1 890  | 2    | SK Viktoria Plzeň |
| I. liga 1937/38 | 3      | 0    | 270    | 0    | SK Viktoria Plzeň |
| I. liga 1939/40 | 19     | 0    | 1 710  | 0    | SK Viktoria Plzeň |
| I. liga 1940/41 | 11     | 0    | 990    | 0    | SK Židenice       |
| I. liga 1941/42 | 13     | 0    | 1 170  | 2    | SK Židenice       |
| I. liga 1942/43 | 13     | 0    | 1 170  | 2    | SK Židenice       |
| I. liga 1943/44 | 5      | 0    | 450    | 1    | SK Židenice       |
| CELKEM          | 127    | 0    | 11 430 | 20   |                   |